# Карякин, Владимир Иванович
Владимир Иванович Каря́кин — советский хозяйственный деятель.

## Биография
Родился в 1927 году в Москве. Член КПСС.
Окончил Московский институт связи.
В 1949—1965 годы — инженер, заместителя главного конструктора, заместитель начальника отделения КБ-11 при Лаборатории № 2 АН СССР.
В 1965—1984 годы — заместитель начальника, главный инженер 5-го Главного управления Министерства среднего машиностроения СССР.
Умер в 1984 году в Москве.

## Награды
- орден Ленина (1969)
- орден Октябрьской революции (1976)
- орден Трудового Красного Знамени (1956)
- орден Знак Почёта (1954)
- Сталинская премия третьей степени (1951) — за участие в разработке специальной испытательной аппаратуры
- Ленинская премия (1961)
- Государственная премия СССР (1984)